# Highland (Ohio)
Highland es una villa ubicada en el condado de Highland en el estado estadounidense de Ohio. En el Censo de 2010 tenía una población de 254 habitantes y una densidad poblacional de 576,88 personas por km².

## Geografía
Highland se encuentra ubicada en las coordenadas 39°20′38″N 83°36′0″O / 39.34389, -83.60000. Según la Oficina del Censo de los Estados Unidos, Highland tiene una superficie total de 0.44 km², de la cual 0.44 km² corresponden a tierra firme y (0%) 0 km² es agua.

## Demografía
Según el censo de 2010, había 254 personas residiendo en Highland. La densidad de población era de 576,88 hab./km². De los 254 habitantes, Highland estaba compuesto por el 96.46% blancos, el 0.79% eran afroamericanos, el 1.18% eran amerindios, el 0% eran asiáticos, el 0% eran isleños del Pacífico, el 0% eran de otras razas y el 1.57% pertenecían a dos o más razas. Del total de la población el 2.76% eran hispanos o latinos de cualquier raza.